# Stefan Ossowski
Stefan Alfred Ossowski (ur. 9 września 1874 w Borzyminie, zm. 22 marca 1936 w Warszawie) – polski inżynier elektryk, przemysłowiec, polityk, minister przemysłu i handlu II Rzeczypospolitej.

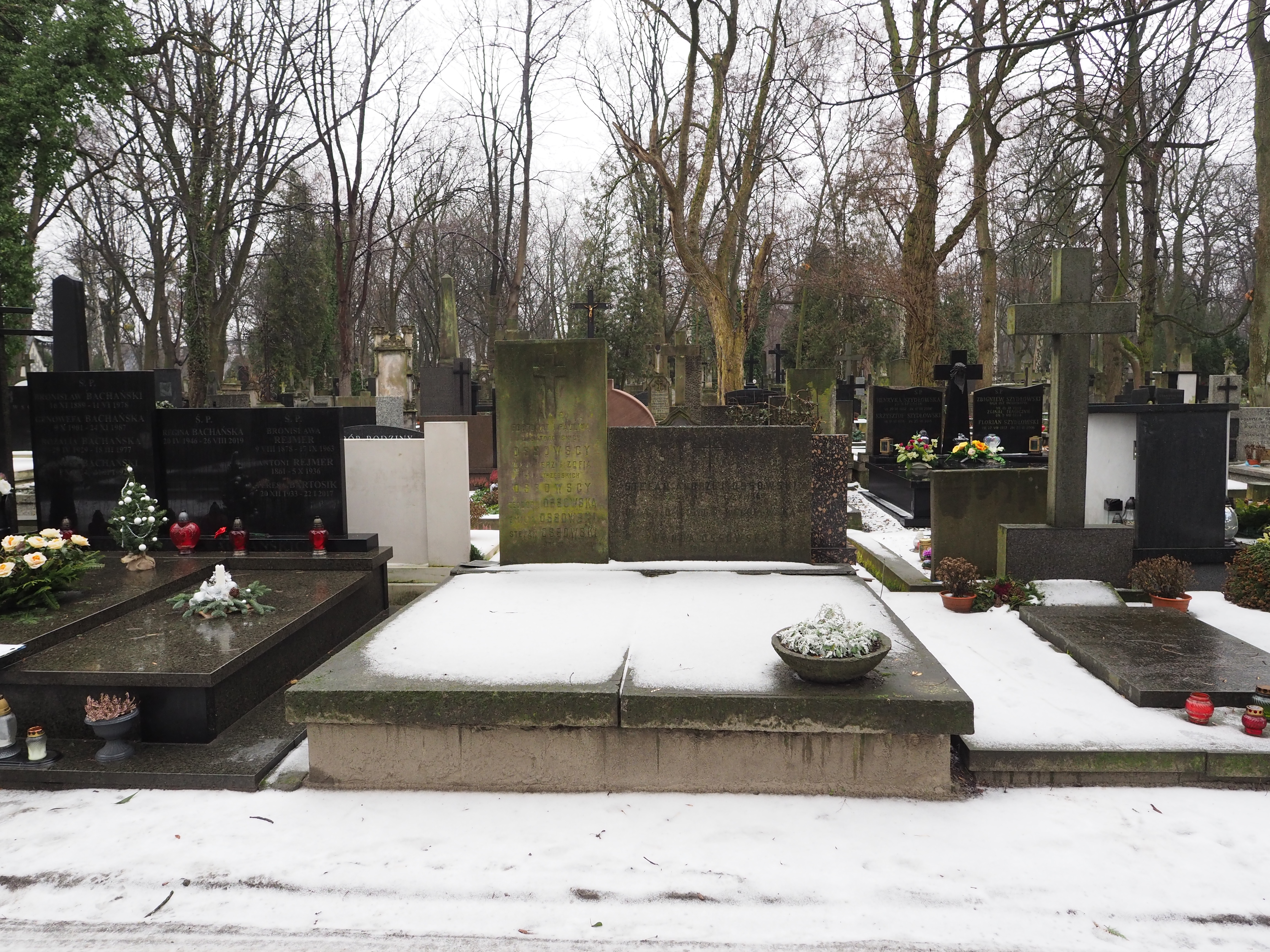
Grób Stefana A. Ossowskiego przed renowacją

## Życiorys
Urodził się w rodzinie ziemiańskiej, jako najmłodszy z dziesięciorga dzieci Fortunata Ossowskiego h. Dołęga i Pauliny z Batogowskich (zm. 1892). Był ciotecznym bratem ks. prymasa Aleksandra Kakowskiego. Uczęszczał do V Gimnazjum Filologicznego w Warszawie, z którego (w óśmej klasie) został relegowany za działalność patriotyczną w kółkach samokształceniowych. Naukę dokończył w gimnazjum męskim w Płocku, gdzie w 1894 uzyskał maturę. W 1899 ukończył studia na Wydziale Budowy Maszyn Szkoły Politechnicznej we Lwowie. Do 1901 był asystentem w Katedrze Mechaniki i Budowy Maszyn. W 1902 został wysłany do Szwajcarii, gdzie prowadził studia nad wykorzystaniem energetycznym sił wodnych. Tutaj zetknął się z Gabrielem Narutowiczem i Ignacym Mościckim. W 1907 wrócił do kraju i uzyskał doktorat na lwowskiej Szkole Politechnicznej. Następnie podjął pracę w Państwowej Szkole Przemysłowej w Krakowie. W 1913, przy udziale Jana Kantego Steczkowskiego, stworzył komitet organizacyjny budowy fabryki związków azotowych (ob. Zakłady Chemiczne „Organika-Azot” SA) w Borach pod Jaworznem (obecnie dzielnica miasta) i od 1914 do 1919 kierował nią razem z Ignacym Mościckim. Był także członkiem rad nadzorczych przedsiębiorstw: Zakłady Mechaniczne „Ursus”, Zakłady Przemysłu Chemicznego w Polsce „Boruta” w Zgierzu, „Azot” S.A. w Jaworznie i Fabryki Lokomotyw w Chrzanowie. Od 30 maja 1924 do 31 maja 1927 członek rady nadzorczej Banku Gospodarstwa Krajowego. Od 1925 wiceprezes Towarzystwa Starachowickich Zakładów Górniczych S.A. W 1928 jeden z założycieli Zjednoczenia Elektrowni Okręgu Radomsko-Kieleckiego S.A. i aż do śmierci jego prezes.
Od 10 marca 1922 do 7 lipca 1922 był ministrem przemysłu i handlu w rządach: Antoniego Ponikowskiego i Artura Śliwińskiego, a od 13 stycznia 1923 do 26 maja 1923 kierownikiem tego ministerstwa w rządzie Władysława Sikorskiego.
Był mężem Heleny z Sulikowskich h. Sulima (1874–1945), z którą miał syna Jerzego.
Zmarł w Warszawie. Spoczywa na cmentarzu Powązkowskim (kwatera 51-6-8,9).

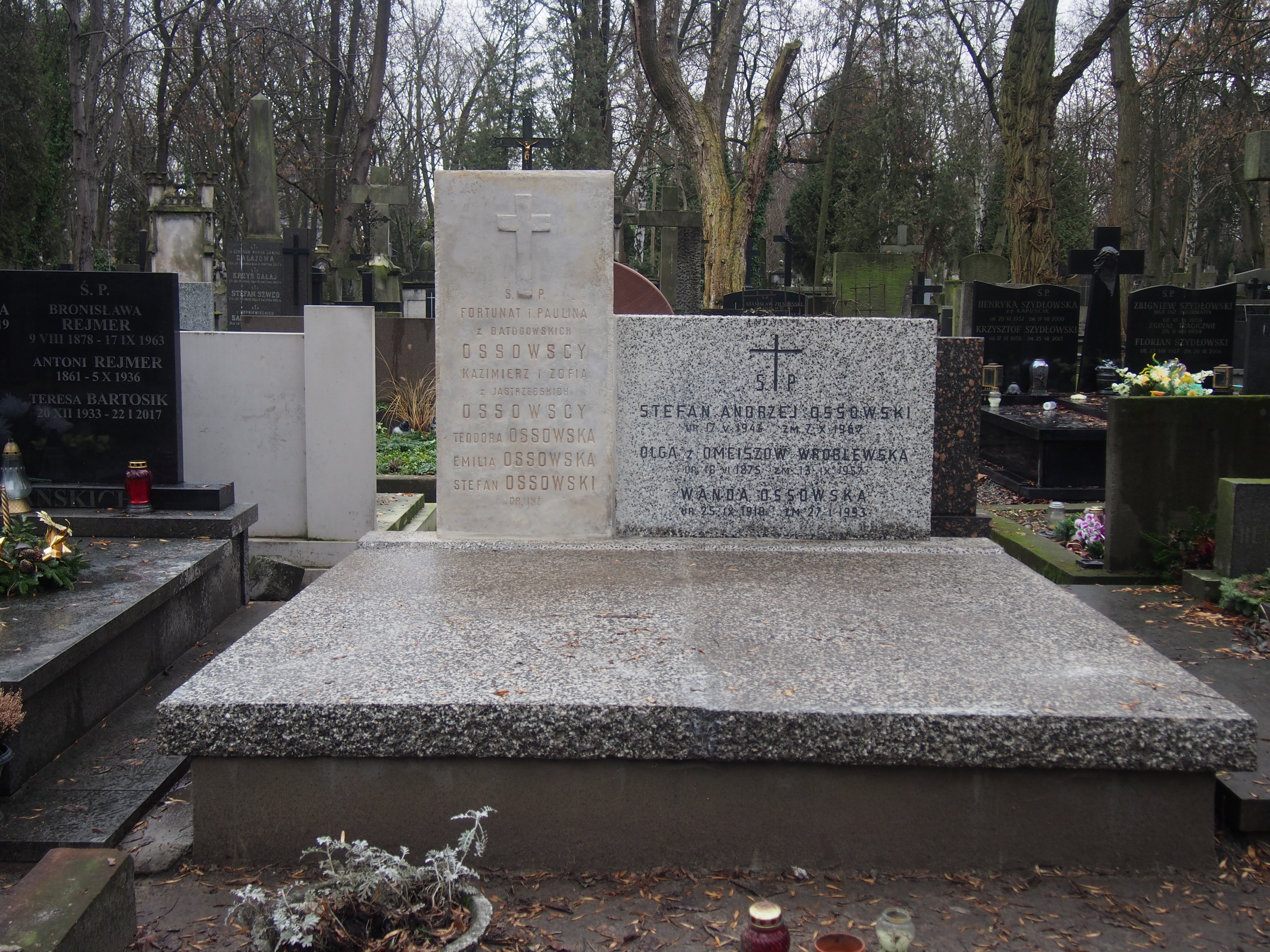
Grób Stefana A. Ossowskiego po renowacji

W 2022 roku z inicjatywy Premiera RP Mateusza Morawieckiego grób Ossowskiego został odnowiony. Cały projekt był realizowany przez Fundację Stare Powązki we współpracy z Kancelarią Prezesa Rady Ministrów.

## Ordery i odznaczenia
- Krzyż Komandorski z Gwiazdą Orderu Odrodzenia Polski (30 kwietnia 1925)[5]